# فهرست فیلسوفان بریتانیایی
این صفحه فهرستی از فیلسوفان بریتانیایی را ارائه می دهد. افرادی که یا در داخل بریتانیا فعالیت می کردند، یا شهروندان این کشور که در خارج از کشور کار می کردند.

## آ
- ای جی آیر

## ب
- فرانسیس بیکن
- راجر بیکن
- جولیان باگینی
- توماس بالدوین
- الکساندر بین
- جان رنفورد بامبرو
- اوون بارفیلد
- جاناتان بارنز
- دیوید بل
- پیرز بن
- جاناتان بنت
- جرمی بنتام
- جورج برکلی [۱]
- آیزایا برلین
- سایمون بلکبرن
- جورج بول
- مری اورست بول
- اف اچ بردلی
- RB Braithwaite
- ری براسیر
- سی دی پهن
- جان بروم
- توماس براون
- مالکوم باد
- جرمی باترفیلد

## سی
- جان کارترایت
- قاسم کاسام
- پیتر کاوز
- جی کی چسترتون
- استفن آر ال کلارک
- فرانسیس پاور کاب
- کاترین تروتر کاکبرن
- دیوید کاکبرن
- RG Collingwood
- دیوید کانوی
- جان کوک ویلسون
- دیوید ای کوپر
- ادوارد کریگ
- تیم کرین
- دیوید کرانستون
- راجر کریسپ
- سایمون کریچلی
- هلنا کرونین
- رالف کادورث
- ناتانیل کولورول

## دی
- آگوستوس دی مورگان
- پیتر دیوز
- رمزی دوکز
- مایکل دامت
- دونس اسکاتوس

## ای
- دوروتی ادینگتون
- نادر البیزری
- رونالد انگلفیلد
- دیلن ایوانز
- گرت ایوانز
- ای سی یوینگ

## اف
- آنتونی فلو
- فیلیپا فوت
- کیت فرانکیش
- پل دبلیو فرانکز
- میراندا فریکر

## جی
- دابلیو.جی. گالی
- پاتریک گاردینر
- پیتر گیچ
- ریموند گیوس
- مارگارت گیلبرت
- جاناتان گلاور
- ویلیام گادوین
- ایین همیلتون گرانت
- جان ان. گری
- AC Grayling
- سلیا گرین
- توماس هیل گرین
- جان گروت
- دیوید گست

## اچ
- سوزان هاک
- پیتر هکر
- جان جوزف هالدان
- باب هیل
- RM Hare
- هارولد فاستر هالت
- جین هیل
- اریش هلر
- جان هیک
- جی ام هینتون
- توماس هابز
- انجی هابز
- تد هوندریچ
- جنیفر هورنسبی
- پل هورویچ
- جیلیان هوی
- کالین هاوسون
- دیوید هیوم
- فرانسیس هاچسون
- آلدوس هاکسلی

## جی
- هارولد یواخیم
- CEM جواد
- جان فاستر
- جان هنری نیومن

## ک
- برنارد فیلیپ کلی
- آنتونی کنی
- دیمین کیون
- فیلیپ کیچر
- آگوستا کلاین
- مارتا کلاین
- برایان کلاگ
- ویلیام آنگوس نایت
- آرتور کوستلر
- استفان کورنر
- مارتین کوش

## ال
- جان لرد
- نیک لند
- رائه هلن لنگتون
- ورنون لی
- مایک لسر
- جان لوی
- سی اس لوئیس
- کازیمیر لوی
- جان لاک
- ای جی لو
- جان لوکاس
- آنتونی لودوویسی

## م
- جان مک داول
- سیسیل الک میس
- مارگارت مک دونالد
- جی ال مکی
- جان مک موری
- فیونا مکفرسون
- برایان مگی
- نیکلاس ماکسول
- هیو ملور
- مری میگلی
- جان استوارت میل
- آلن میلار
- دیوید میلر
- ری مونک
- جورج ادوارد مور
- چارلز موریس، بارون موریس از گراسمر
- استفان مولهال
- کوین مولیگان
- استیون مامفورد
- آیریس مرداک
- جفری رجینالد گیلکریست مور

## ن
- کنستانس نادن
- استیون نیل

## او
- مایکل اوکشات
- کایرون اوهارا
- اونورا اونیل، بارونس اونیل از بنگاروه
- سیدنی اسپارکس ار

## پ
- توماس پین
- ویلیام پیلی
- دیوید پاپینو
- درک پارفیت
- کریستوفر پیکاک
- دیوید پیرس
- ویلیام پن
- سادی پلانت
- مایکل پولانی
- کارل پوپر
- اولین پلیس
- گراهام پریست

## کیو
- آنتونی کوئینتون، بارون کوئینتون

## آر
- جانت رادکلیف ریچاردز
- هاستینگز راشدال
- فرانک پی رمزی
- کاروت رید
- روپرت رید
- آر آر راکینگهام گیل
- گونزالو رودریگز پریرا
- جیلیان رز
- رابرت رولند اسمیت
- ریچارد روفوس از کورنوال
- برتراند راسل
- گیلبرت رایل

## اس
- مارک ساکس
- مارک سینزبری
- اف.سی.اس شیلر
- راجر اسکروتون
- نایل شانکس
- مری شپرد
- هنری سیدگویک
- پیتر سیمونز
- تیموتی اسمایلی
- آدام اسمیت
- آلیک هالفورد اسمیت
- کیت سوپر
- ویلیام ریچی سورلی
- تیموتی اسپریگ
- اولاف استاپلدون
- سوزان استبینگ
- جیمز هاچیسون استرلینگ
- ویلیام استودارت
- آلن استات
- جورج استوت
- گالن استراوسون
- پی اف استراسون
- ریچارد سوینبرن

## تی
- آلفرد ادوارد تیلور
- گابریل تیلور
- جنی تیچمن
- جورج درونت تامسون
- جان تولند

## یو
- جی.او. اورمسون

## دبلیو
- آلفرد نورث وایتهد
- ریچارد رودولف والزر
- جیمز وارد
- مری وارناک، بارونس وارناک
- آلن واتس
- جاناتان وستفال
- ویلیام ویول
- جیمی وایت
- دیوید ویگینز
- ویلیام اوکام
- برنارد ویلیامز
- تیموتی ویلیامسون
- جرارد وینستانلی
- جان ویزدم
- لودویگ ویتگنشتاین
- ریچارد ولهایم
- کریسپین رایت
- فرانسیس رایت